# Francesco Saverio Nitti
Francesco Saverio Nitti (Melfi, Basilicata, 1868. július 19. – Róma, 1953. február 20.) olasz egyetemi tanár, publicista, politikus, miniszterelnök és belügyminiszter.

## Élete
Francesco Saverio Nitti 1868. július 19-én született a dél-olaszországi Melfiben. A Nápolyi II. Frigyes Egyetemen szerzett diplomát, majd újságírással és tanítással foglalkozott. 1898-ban a nápolyi egyetem közgazdaságtan professzora lett. Első tanulmányai alapvetően hozzájárultak az úgynevezett „déli kérdés” meghatározásához, amely az állami bevételek elosztásának szempontjait vizsgálta. Ebben például szerepelt az állami költségvetés (1862-től 1896/1897-ig), illetve kiemelten az északi–déli vonatkozás, amellyel sikerült eloszlatnia a „délolasz élősködés” rágalommítoszát. 1904-es tanulmánya a „La ricchezza dell’Italia” az olasz magánvagyon megoszlását vizsgálta. Az 1906-ban megjelent „Le forze idrauliche d’Italia e la loro utilizzazione” címűben pedig a vízienergia fontosságát hangsúlyozta a déli területek iparosításában.
Emellett írt a katolikus szocializmusról is. 1904-ben a radikális párt képviselője lett. 1911-től 1914-ig iparügyi miniszter volt a Giolitti-kormányban. 1917-től 1919-ig pedig az Orlando-kormány pénzügyminiszteri tisztségét látta el. 1919. június 23-ban kinevezték miniszterelnöknek. Ezt a megbízatást 1920. június 15-ig látta el. Egyes intézkedései, mint a dezertőrök részére adandó amnesztia terve, valamint a Szerb-Horvát-Szlovén Királysággal való megegyezés tervezete és baloldali hírneve miatt a jobboldal ellenségesen kezelte. Nehézségeit fokozta, hogy a problémás közrend mellett Fiume kérdésével is foglalkoznia kellett. 
1920-ban visszavonult. Intelligenciája realista látásmóddal párosult. Nem táplált illúziókat a békeszerződések által kialakult európai helyzettel szemben. Ezzel kapcsolatban két írása is megjelent. 1921-ben a „L’Europa senza pace” (Nincs béke Európában), valamint 1926-ban a „La decadenza dell’Europa” (Európa hanyatlása). Támogatta a magyarságot érő igazságtalanságok ellen több ízben felszólaló David Lloyd George-ot, aki az etnikai alapon való felosztás híve volt. Végül azonban az erős ellenállás miatt Lloyd George feladta ezen álláspontját, és helyette George Curzon folytatta a tárgyalásokat, amelyek a trianoni békeszerződéshez vezettek.
Politikai éleslátása ellenére először nem volt eléggé szkeptikus ahhoz, hogy az olasz fasizmus jelentőségét felfogja. 1924-ben száműzetésbe kényszerült, és külföldről segítette az antifasiszta küzdelmet. 1933-ban megjelentette a „La démocratie” (A demokrácia), 1938-ban pedig a „La désagrégation de l’Europe” (Európa szétesése) című francia nyelven írt két tanulmányát. 1943-ban a Gestapo letartóztatta és deportálta. Fogsága idején „Rivelazioni” (Kinyilatkoztatások) címmel megírta emlékiratait. 1953. február 20-án hunyt el Rómában.

## Magyarul megjelent művei
- Nincs béke Európában; Pallas, Budapest, 1922
- Európa hanyatlása. Az újjáépítés útjai; Pallas Ny., Budapest, 1923
- Nincs béke Európában; 2., jav., bőv. kiad.; Pallas, Budapest, 1923
- A béke; Pallas, Budapest, 1925
- Bolsevizmus, fasizmus, demokrácia; ford. Zigány Árpád; Pallas, Budapest, 1926